# Lettre minuscule latine v culbuté
Pour les articles homonymes, voir Wedge.
La lettre minuscule latine v culbuté, chevron, v renversé, parfois nommé par son appellation anglaise mathématique wedge, est un symbole désignant couramment plusieurs significations :
- en phonologie, dans l’API, la voyelle mi-basse postérieur étirée[1] ;
- en mathématiques, la notation {\displaystyle a\wedge b} peut représenter :
  - la borne inférieure de deux éléments {\displaystyle a} et {\displaystyle b} d'un treillis (auquel cas « {\displaystyle a\wedge b} » se lit généralement « a inf b »). Cela inclut trois cas particuliers très répandus[2] :
    - Le minimum de deux nombres réels {\displaystyle a} et {\displaystyle b} ;
    - en logique, la conjonction des propositions {\displaystyle a} et {\displaystyle b} (auquel cas {\displaystyle a\wedge b} se lit « a et b ») ;
    - en arithmétique élémentaire, le PGCD de deux entiers {\displaystyle a} et {\displaystyle b} ;

  - en algèbre multilinéaire, le produit extérieur de deux multivecteurs {\displaystyle a} et {\displaystyle b} d'une algèbre extérieure (auquel cas « {\displaystyle a\wedge b} » se lit généralement « a extérieur b ») ;
  - le produit vectoriel de deux vecteurs {\displaystyle a} et {\displaystyle b}, en géométrie dans l'espace.

 En topologie algébrique, le wedge de deux espaces pointés X et Y se note X ⋁ Y, tandis que X ⋀ Y désigne leur smash-produit.